# Wpływologia
Wpływologia – ironiczny termin określający zespół wywodzących się z pozytywizmu praktyk badawczych na gruncie nauki o literaturze, a czasem także innych nauk o sztuce (historii sztuki, muzykologii) lub historiografii.
Pozytywistyczna metodologia badań literackich zgodnie z ewolucjonizmem koncentrowała się na wynajdywaniu wzajemnych powiązań i zależności („wpływów”) między utworami literackimi. Prowadziło to do ignorowania problematyki wewnętrznej dzieła literackiego, a w skrajnej postaci do uznawania nawet najwybitniejszych utworów literackich za sumę zapożyczeń z dzieł innych pisarzy. XIX-wieczne literaturoznawstwo ewolucjonistyczne nie zajmowało się przy tym funkcjami tych zapożyczeń w utworze, zadowalając się jedynie poszukiwaniem jego historycznej genezy. Prowadziło to niejednokrotnie do stwierdzania „wpływów” opartego jedynie na domysłach, powstawania różnego typu nieuzasadnionych i dziwacznych teorii ewolucyjnego rozwoju literatury czy też pochodzenia konkretnych dzieł.
Określenie „wpływologia” wprowadził do polskiej terminologii krytyk literacki Adam Grzymała-Siedlecki wkrótce po I wojnie światowej. Karol Irzykowski w pochodzącym ze zbioru Słoń wśród porcelany eseju W oblężeniu pisze jednak, że utworzył je Tadeusz Boy-Żeleński. W związku z przełomem antypozytywistycznym w metodologii nauk humanistycznych upowszechnił się on szybko. Obecnie komparatystyka, nauka o wzajemnych zależnościach między utworami literackimi, nie jest uznawana za główną gałąź literaturoznawstwa, ale raczej za naukę pomocniczą historii literatury.